# St. Johannes von Nepomuk am Felsen

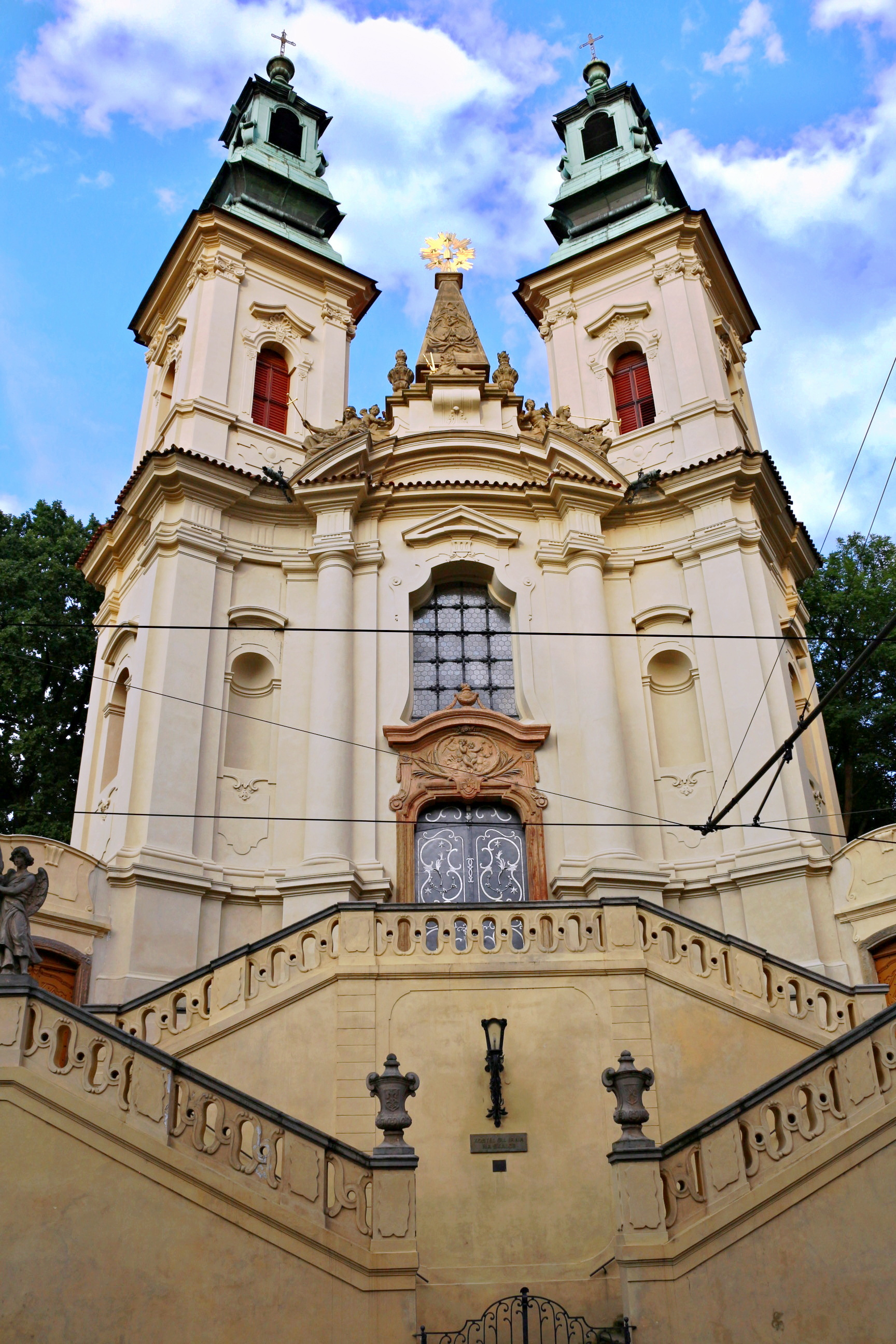
Johannes von Nepomuk am Felsen

Die Kirche St. Johannes Nepomuk am Felsen (tschechisch Kostel sv. Jana Nepomuckého na Skalce) ist ein barockes Kirchengebäude in der tschechischen Hauptstadt Prag. Sie ist eine der historischen Kloster- und Stiftskirchen der Prager Neustadt. Durch ihre exponierte Lage und die eindrucksvollen Front mit Freitreppe und Doppelturmpaar besitzt sie einen hohen Wiedererkennungswert.

## Geschichte
Im Jahr 1691 ließ Christian Florian Höger auf seinem Weinberg am Felsen (Skalka) eine Holzkapelle errichten, die Johannes Nepomuk gewidmet war. Dies geschah 30 Jahre vor seiner Seligsprechung. Der Bau wurde vom Prager Erzbischof Johann Friedrich von Waldstein genehmigt und vom damaligen St.-Veits-Kanoniker Tobias Johannes Becker, dem späteren Bischof von Königgrätz, geweiht. Christian Florian Höger, Kanzleischreiber der königlichen Schatzkammer, wurde später der Unterschlagung beschuldigt. Kaiser Leopold I. begnadigte ihn angeblich unter Berücksichtigung seiner Fürsorge für die Kapelle des Johannes Nepomuk und wandelte die Todesstrafe in lebenslange Haft um. Höger starb jedoch bald im Gefängnis im Neustädter Rathaus. Er wurde in dieser Kapelle begraben.
Sein Eigentum wurde beschlagnahmt, aber die Kapelle diente weiterhin der Öffentlichkeit. Im Jahr 1706 wurde hier die „Bruderschaft zu Ehren des Johannes Nepomuk unter dem Schutz der Jungfrau Maria“ gegründet. Die Bruderschaft hatte 1100 Mitglieder, davon 500 Priester, 300 Frauen und 300 Laien. U. a. war auch Kaiserin Maria Ludovica von Spanien Mitglied der Bruderschaft. Im Jahr 1709 sollte die Holzkapelle nach einem Entwurf des Architekten Paul Ignaz Bayer durch einen Backsteinbau ersetzt werden. Der Bau wurde jedoch vom erzbischöflichen Konsistorium nicht genehmigt, da Johannes Nepomuk damals weder selig- noch heiliggesprochen war.
Nach der Heiligsprechung im Jahre 1729 wurde 1730 der Grundstein für den Bau der neuen Kirche gelegt. Da ein Teil des Geländes erst im Jahr 1731 von Josef Wenzel Seddeler gestiftet wurde, wurde vermutlich erst in diesem Jahr mit dem Bau erst in diesem Jahr begonnen. Eine Urheberschaft Dientzenhofers belegen die Schriften des Archivars des Klosters von St. Nikolaus in der Prager Altstadt, Gunter Jakob. Erst etwa 1738 wurde die Kirche fertiggestellt. Zur Kirche führt eine Treppe, die 1776 auf engstem Raum vor der Kirche angelegt wurde. Vier Jahre später wurden die Statuen aufgestellt.
1749 wurde hier der erste Verwalter eingesetzt, Jan Václav Steydl aus Greifenwehr, der hier im Jahr 1774 starb. 1769 stiftete der erzbischöfliche Kanzler Benedikt Stöber 9000 Gulden zum Erwerb eines Teils des anliegenden Fausthauses als Residenz für den Verwalter. Von 1769 bis zum Ende des 19. Jahrhunderts war der hintere Flügel des benachbarten Faust-Hauses Verwaltungszentrum und Wohnsitz des Verwalters dieser Kirche. An der Wende vom 19. zum 20. Jahrhundert wurde ein Teil des Fausthauses restauriert und die Verwaltung in das unter dem damaligen Verwalter der Kirche Karl Jähnig neu errichtete Pfarrhaus südlich der Kirche verlegt.
Seit dem 3. Mai 1958 ist die Kirche in Prag ein eingetragenes Kulturdenkmal.

## Außenansicht
Die Hochbarockkirche mit ihren beiden markanten, über Eck gestellten Türmen auf der Westseite wurde 1730–1739 nach Plänen von Kilian Ignaz Dientzenhofer im Auftrag der Johannes-von-Nepomuk-Bruderschaft errichtet. Die doppelläufige, mehrfach gebrochene Rampenfreitreppe fügte Johann Schmidt 1776–1778 an, die nach Jahren der Baufälligkeit durch die Initiative der Deutschsprachigen Katholischen Pfarrei in Prag wieder renoviert wurde und nun auch wieder begehbar ist. Meist betritt man jedoch die Kirche durch das Nordportal, zu dem ein Weg über den längsgestreckten Kirchhof mit Garten führt, der die Kirchenfront mit seiner Sandsteinmauer und -balustrade entlang der Straße verlängert. Ein barocker Torbogen schließt das Areal zum Karlsplatz hin ab.

## Inneneinrichtung

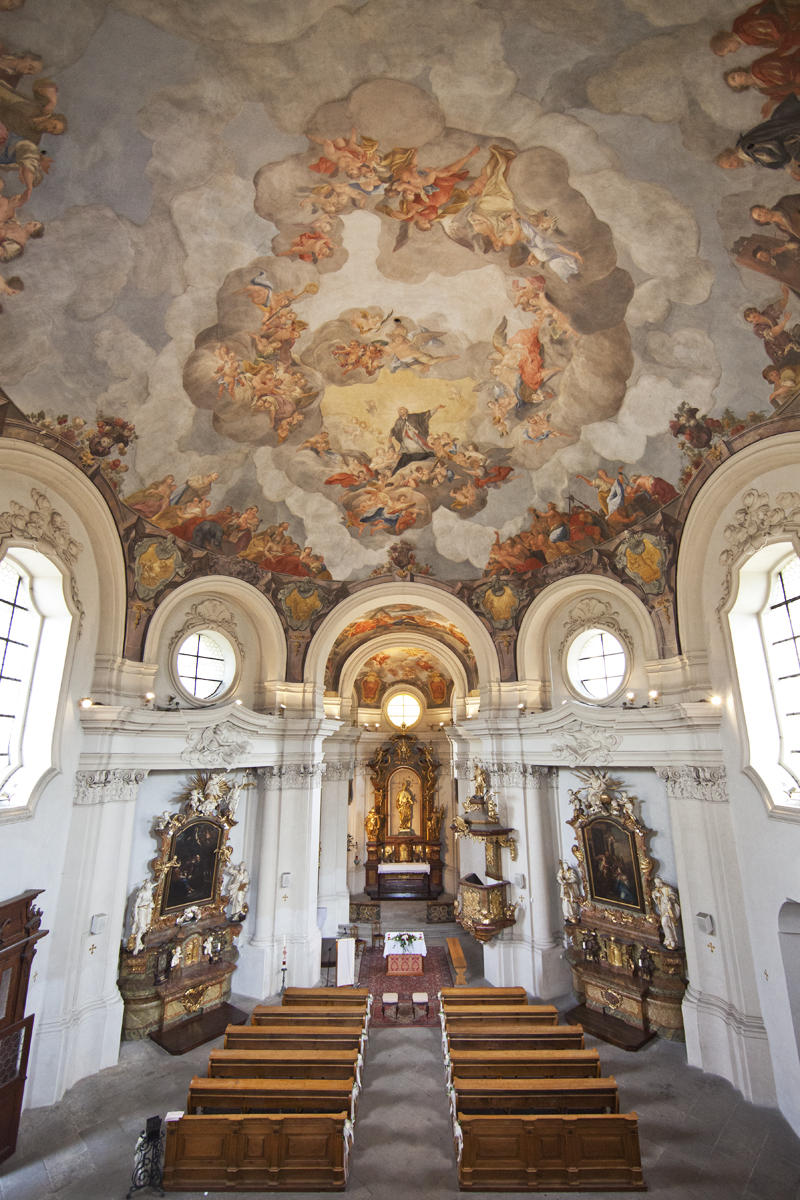
Innenraum

Der Kirchengrundriss ist oktogonal mit konkaven Seiten, dabei in die Längsachse verlängert. Fresken an der Decken von Jan Karel Kovář aus dem Jahre 1748 zeigen die Glorifizierung des hl. Johannes von Nepomuk (Mittelbau), die Kreuzabnahme (Chor) und die Heilige Dreifaltigkeit (Apsis).
Auf dem Hauptaltar der Kirche steht seit 1819 die im Jahre 1682 von Johann Brokoff in Ronsperg nach einem kleineren Modell von Matthias Rauchmüller geschaffene, vergoldete Holzstatue des hl. Johannes von Nepomuk. Diese Statue wurde als Vorlage für einen Bronzeguss geschnitzt, der ein Jahr später in Nürnberg entstand. Der bronzene Nepomuk-Abguss wurde im Jahr 1683 auf der Karlsbrücke aufgestellt und diente seitdem auch für zahlreiche Nepomuk-Darstellungen auf Brücken in Bayern und Böhmen. Das originale Holzmodell befand sich zunächst in einer Kapelle im Privatbesitz der Familie Wunschwitz, die Auftraggeber der Statue waren. Im Jahr 1718 wurde sie in ihr Haus am Wenzelsplatz verlegt. Im Jahr 1819 musste die Statue heimlich nachts in die Kirche St. Johannes Nepomuk am Felsen verlegt werden, da Scharen von Gläubigen aufgrund angeblicher Wundertaten der Statue in die private Kapelle der Familie Wunschwitz strömten.
Links und rechts der Nepomuk-Statue befinden sich Statuen der hl. Ludmilla und des hl. Wenzel.
Zwei barocke Seitenaltäre, je mit Altargemälde und Heiligenpaar links und rechts, rahmen den Blick auf den Chorraum ein. Der eine Seitenaltar wurde mit hochwertigen Statuen dreier Heiliger ausgestaltet: Johannes der Täufer, Johannes der Evangelist und Johannes Nepomuk mit Engeln, welche seine Attribute auf der Spitze des Altars tragen. Gestaltet wurden sie aus der Werkstatt des Bildhauers Jan Antonín Quitainer. Auf dem gegenüberliegenden Altar befinden sich die Statuen des Hl. Franz Xaver und des Hl. Norbert aus der Werkstatt von Ignác Platzer. Die oktogonale Kanzel mit Schalldeckel ist mit den vergoldeten Attributen der vier Evangelisten geschmückt.
Ursprünglich, vor dem Ersten Weltkrieg, befanden sich in beiden Türmen sechs Glocken, von der heute nur noch die älteste barocke Glocke aus dem Jahre 1744 erhalten ist.

## Sonstiges
Die Kirche wurde 2005/2006 im Inneren teilrenoviert (z. B. St.-Nepomuk-Statue) und die letzte 2015 abgeschlossene Fassadeninstandsetzung verlieh der Kirche und dem Zugangstreppenhaus wieder ein würdiges Aussehen. Zurzeit wird das Gotteshaus ganzjährig von der Deutschsprachigen Katholischen Pfarrei in Prag für die Heilige Messe am Sonntag (11 Uhr) verwendet, zu der auch Prag-Besucher herzlich eingeladen sind; ansonsten ist die Kirche nicht allgemein oder nur auf Nachfrage zugänglich.

## Bilder

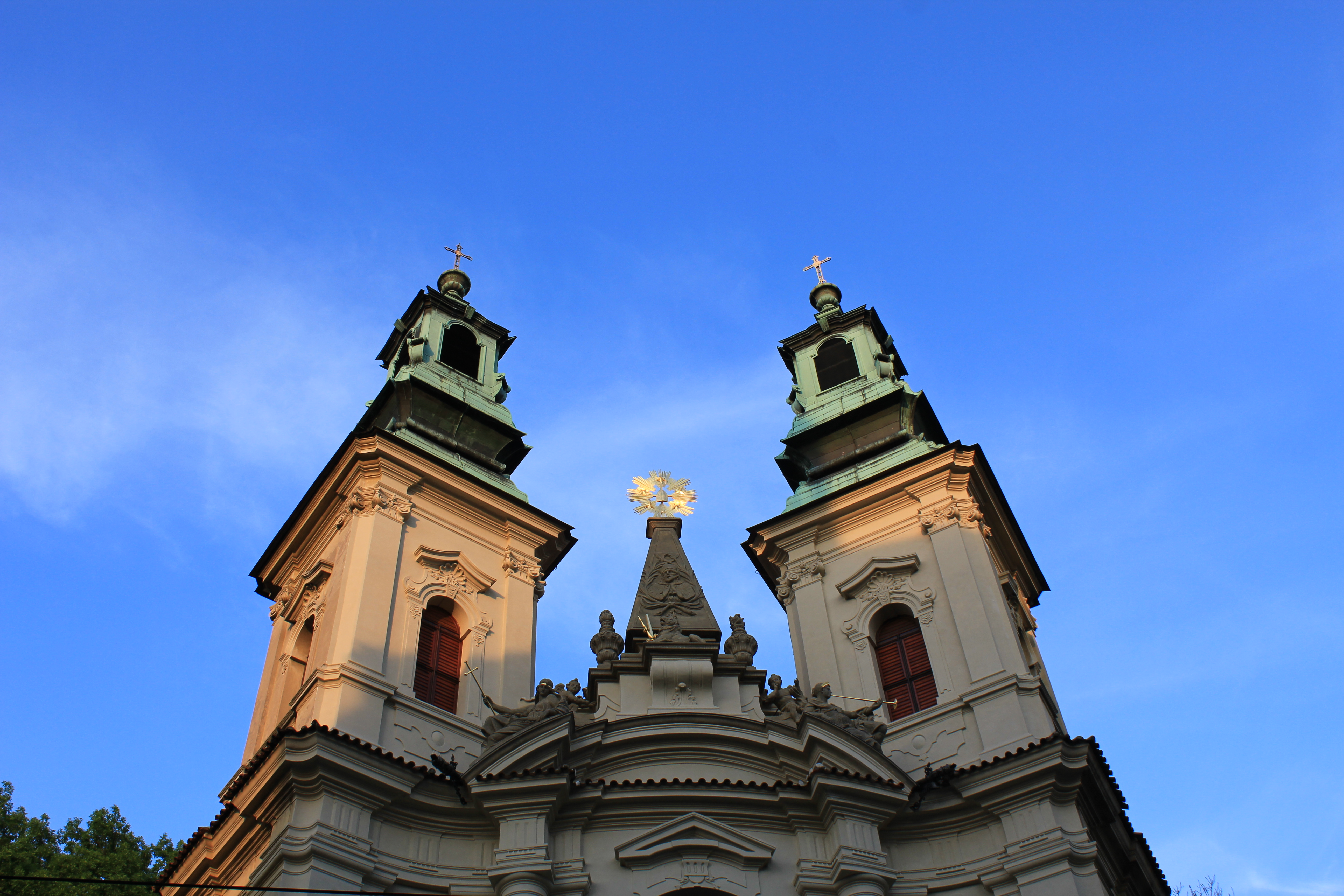
Giebeldetail
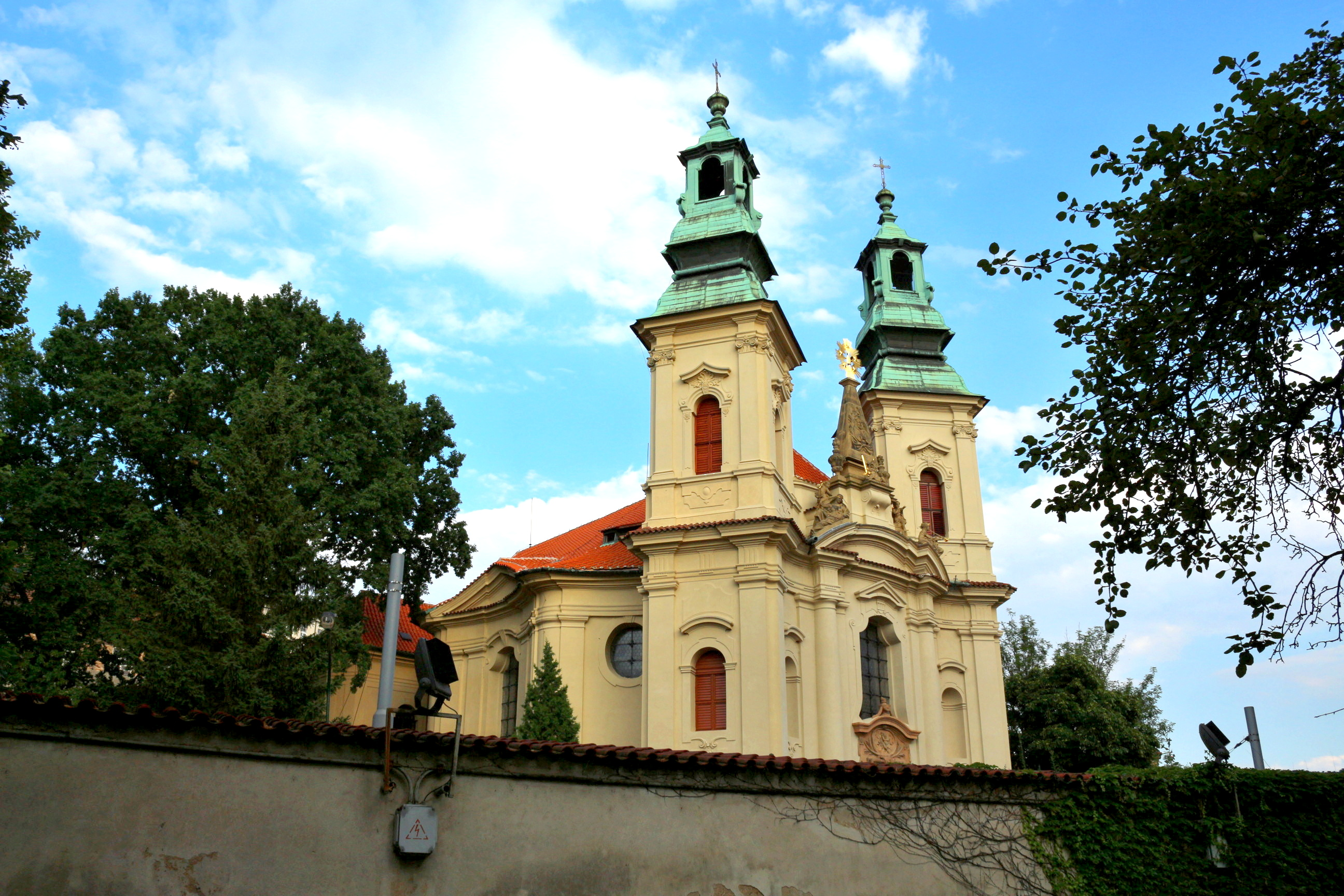
Seitliche Frontansicht
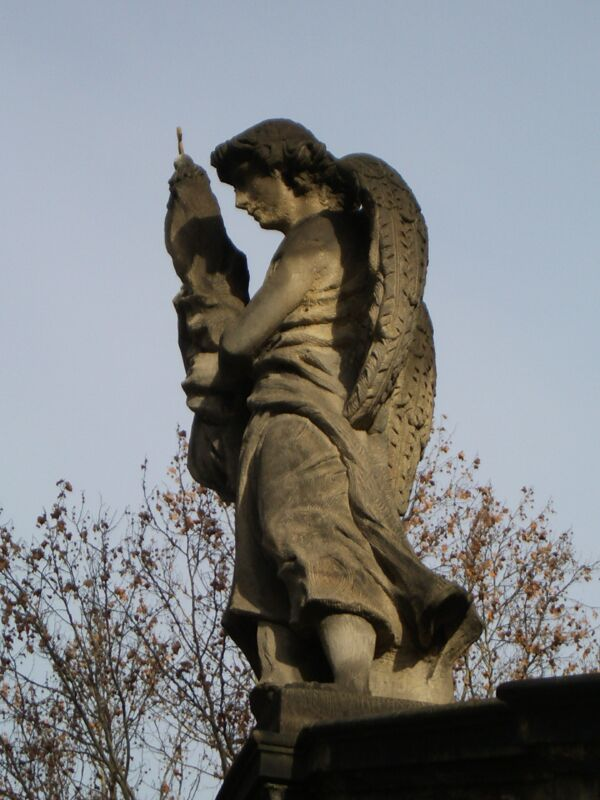
Steinfigur der Freitreppe (links)
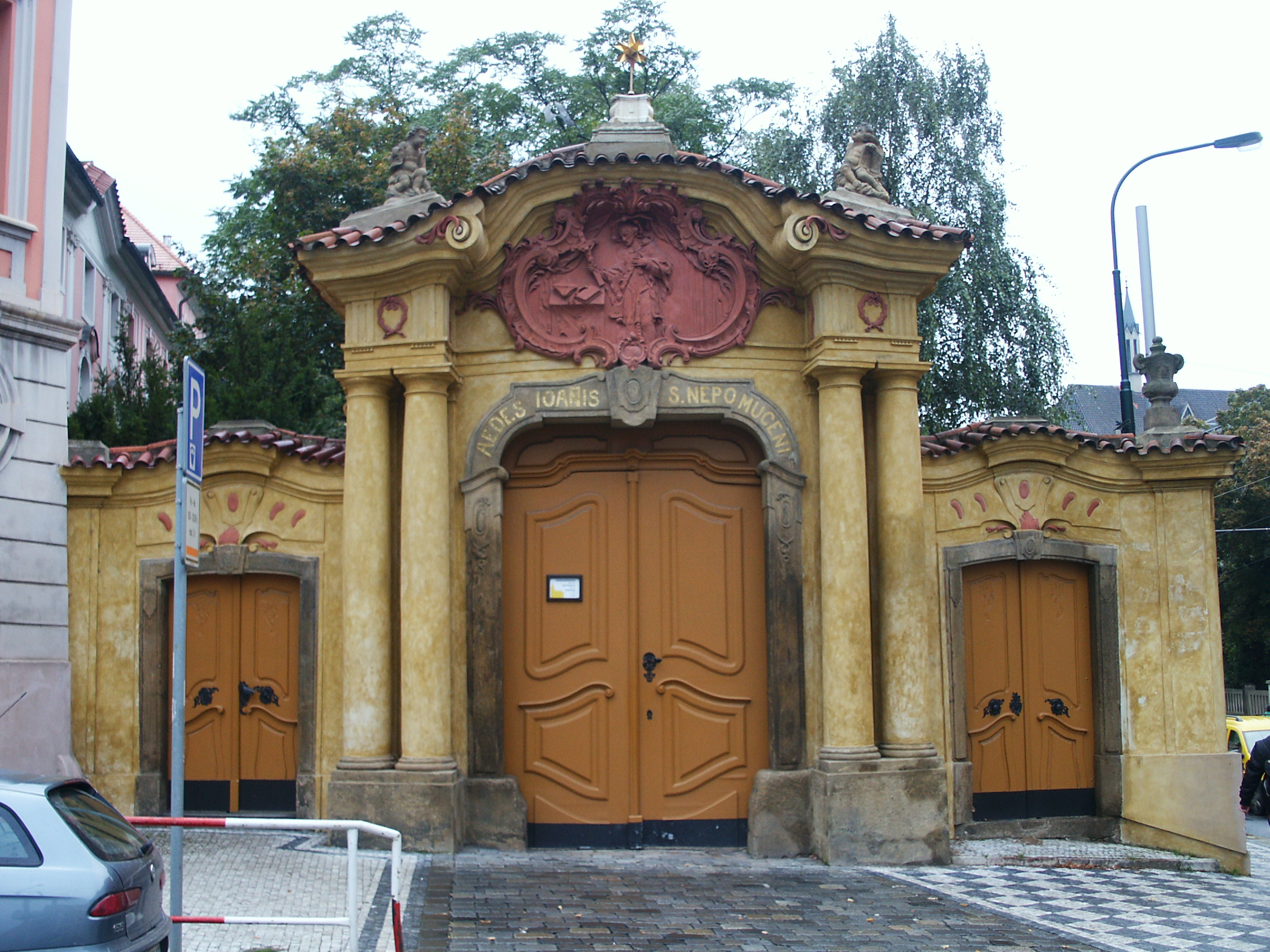
Eingangstor vom Karlsplatz zum Kirchhof
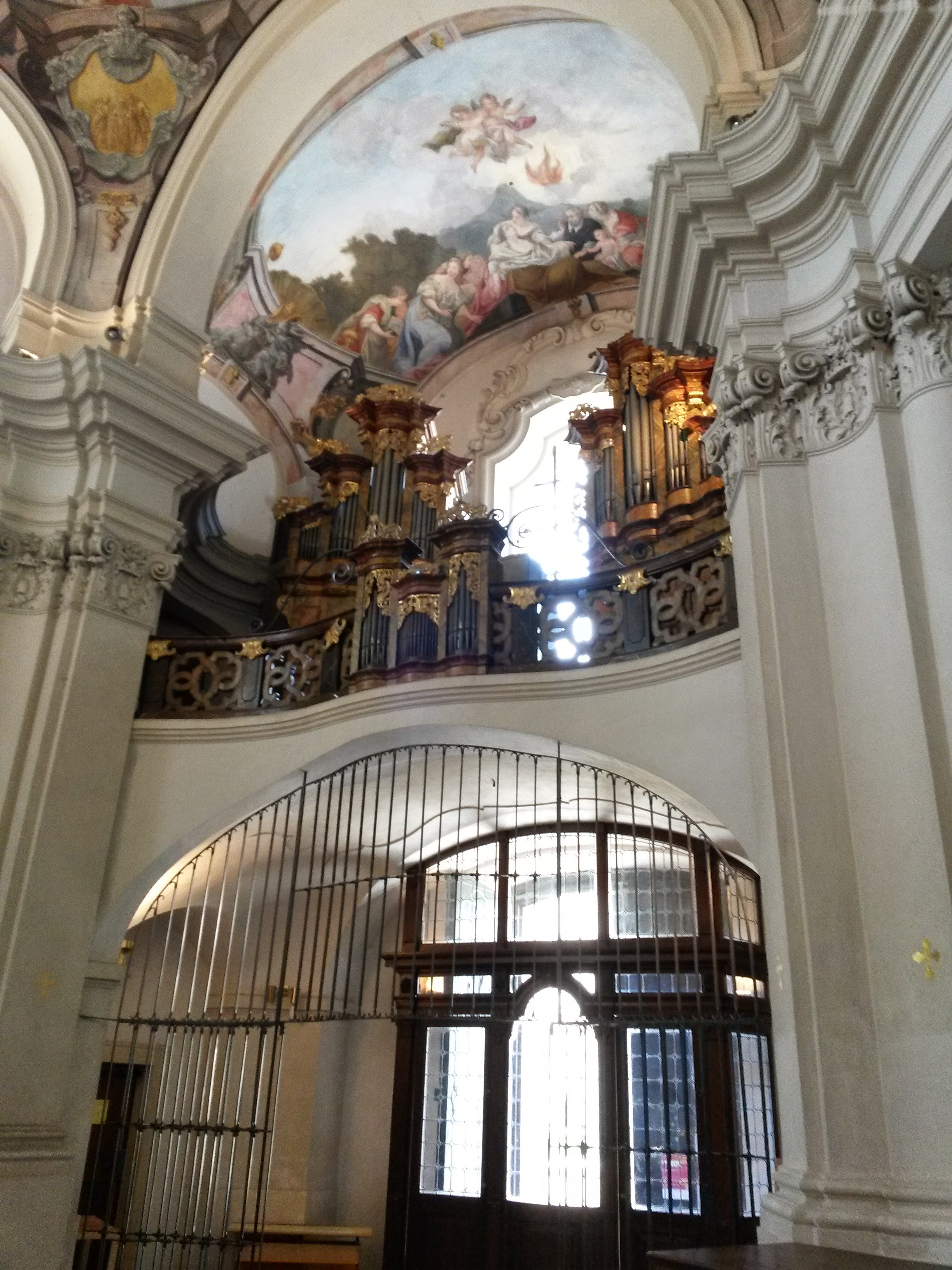
Orgel